# Aconitum kungshanense
Aconitum kungshanense är en ranunkelväxtart som beskrevs av Wen Tsai Wang. Aconitum kungshanense ingår i släktet stormhattar, och familjen ranunkelväxter. Inga underarter finns listade i Catalogue of Life.